# Liste der Flüsse in den Nordwest-Territorien
Die Liste der Flüsse in den Nordwest-Territorien ist nach Einzugsgebieten sortiert. Wenn man die Hudsonbai nicht zum Atlantischen, sondern zum Arktischen Ozean zählt, fließen alle Flüsse der Nordwest-Territorien in den Arktik.

## Arktischer Ozean

### Chantrey Inlet
- Back River

### Kanadisch-arktischer Archipel
- Hornaday River
- Kagloryuak River
- Nanook River
- Roscoe River
- Thomsen River
- Bernard River
- Big River

### Beaufortsee
- Anderson River
  - Carnwath River
    - Iroquois River
    - Wolverine River
    - Andrew River
- Horton River
- Mackenzie River
  - Großer Sklavensee
    - Yellowknife River
    - Lockhart River
    - Slave River
    - Hay River
    - Buffalo River
    - Little Buffalo River
      - Sass River
      - Nyarling River

    - Taltson River
      - Tazin River
        - Ena River
        - Abitau River
        - Thoa River
          - Marten River

      - Tethul River
      - Rutledge River

    - Frank Channel
      - Marian Lake
        - Marian River
          - Emile River
          - Rivière la Martre
            - Lac la Martre
              - Rivière Grandin

        - Russell Channel
          - Russell Lake
            - Snare River
              - Ghost River
              - Winter River
              - Indin River

  - Kakisa River
  - Horn River
    - Bluefish River
    - Laferte River

  - Bouvier River
  - Redknife River
  - Trout River
  - Jean Marie River
  - Spence River
  - Rabbitskin River
  - Liard River
    - South Nahanni River
      - Little Nahanni River
      - Rabbitkettle River
      - Flat River
      - Jackfish River

    - Muskeg River
    - Petitot River
    - Kotaneelee River

  - Harris River
  - Martin River
  - Trail River
  - North Nahanni River
  - Root River
  - Willowlake River
  - River Between Two Mountains
  - Wrigley River
  - Ochre River
  - Johnson River
  - Blackwater River
  - Dahadinni River
  - Saline River
  - Redstone River
  - Keele River
  - Großer Bärenfluss
    - Great Bear Lake
      - Whitefish River
      - Big Spruce River
      - Haldane River
      - Bloody River
      - Sloan River
      - Dease River
      - Camsell River
        - Calder River
        - Zebulon River
        - Hardisty Lake
          - Wopmay River
            - Little Crapeau Lake
              - Acasta River

      - Johnny Hoe River

  - Little Bear River
  - Carcajou River
    - Little Keele River
    - Imperial River

  - Mountain River
    - Gayna River

  - Donnelly River
  - Tsintu River
  - Hare Indian River
  - Loon River
  - Tieda River
  - Gillis River
  - Gossage River
  - Thunder River
  - Tree River
  - Rabbit Hay River
  - Arctic Red River
  - Peel River
    - Bonnet Plume River

  - Rengleng River

### Coronation Gulf
- Coppermine River
  - Kendall River
  - Fairy Lake River

### Hudsonbai
- Über den Baker Lake und zwei Kanäle (Nunavut)
  - Thelon River
    - Elk River
    - Hanbury River
    - Beverly Lake
      - Dubawnt River